# Ataque de tiro duplo
O ataque de tiro duplo (em inglês:  double tap strike; nome dado devido à técnica de disparo em que dois tiros são disparados em rápida sucessão no mesmo alvo) é uma tática militar na qual, após um ataque (seja bombardeamento com mísseis, ataques aéreos, bombardeios de artilharia ou detonação de arma explosiva ou dispositivo explosivo improvisado), um segundo ataque é efetuado alguns minutos depois. O primeiro ataque tem como objetivo destruir o alvo principal, por exemplo, um edifício, um indivíduo visado ou um grupo específico de pessoas. O segundo ataque, retardado, é direcionado aos socorristas, serviços de emergência médica, equipes de resgate, parentes que correram para o local e quaisquer sobreviventes do primeiro ataque. Um artigo da Florida Law Review argumentou que a prática provavelmente é um crime de guerra, uma vez que viola gravemente as Convenções de Genebra de 1949, que proíbem atingir civis, feridos ou aqueles que não podem mais continuar lutando (hors de combat).
Os ataques de tiros duplos tornaram-se cada vez mais comuns com a introdução da guerra de drones e foram objeto de debate durante a Guerra dos Estados Unidos no Afeganistão. Também foram usados pela Arábia Saudita durante sua intervenção militar no Iêmen, pelos Estados Unidos no Paquistão e no Iêmen, por Israel durante a Guerra de Gaza de 2014 e igualmente durante a Guerra de Gaza (2023-presente), pela Rússia e pelo governo sírio na guerra civil síria, e pela Rússia na Guerra Russo-Ucraniana, especialmente na invasão em grande escala após 2022.